# کچکول
کچکول، روستایی است از توابع بخش میان‌کنگی شهرستان زابل در استان سیستان و بلوچستان ایران.

## جمعیت
این روستا در دهستان مارگان قرار داشته و براساس آخرین سرشماری مرکز آمار ایران که در سال ۱۳۸۵ صورت گرفته، جمعیت آن ۸۵نفر (۱۴خانوار) بوده‌است.